# 香川哲男

香川哲男（かがわ てつお、1969年 - ）は日本のアマチュア天文家である。
小惑星番号9123番の良子を始め、静岡県函南町の月光天文台において、1997年以降、115個の小惑星を発見した(うち17個は浦田武との共同発見)。また日本平観光天文センターで浦田武に発見された小惑星のフォローアップ観測も多く行った。
浦田が発見した小惑星番号6665の香川は、香川が小惑星発見や浦田発見の小惑星のフォローアップに貢献した功績にちなんで名づけられた。